# Svanetie
Svanetie, též Svaneti (gruzínsky სვანეთი, Svaneti) je historická provincie Gruzie v její severozápadní části. Celá provincie leží ve vysoké nadmořské výšce a při její severní hranici s Kabardsko-Balkarskem se nachází i hora Šchara, nejvyšší gruzínská hora vůbec. Po celé provincii jsou pozůstatky středověkých vesnic i dalších památek, díky čemuž byla Svanetie v roce 1996 začleněna ke světovému dědictví. Území je obydleno zbytky původního obyvatelstva – Svany (Svanety) se svébytnou kulturou, hovořícími svanštinou.

## Členění
Svanetie se dělí na:

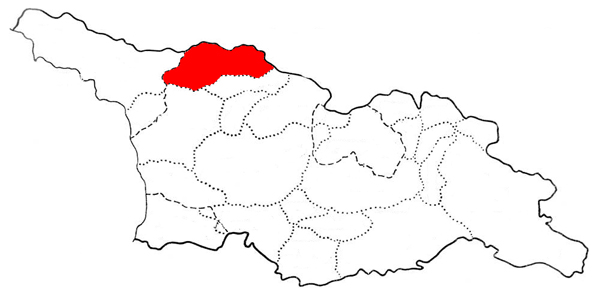
Horní Svanetie (gruz. Zemo Svaneti)

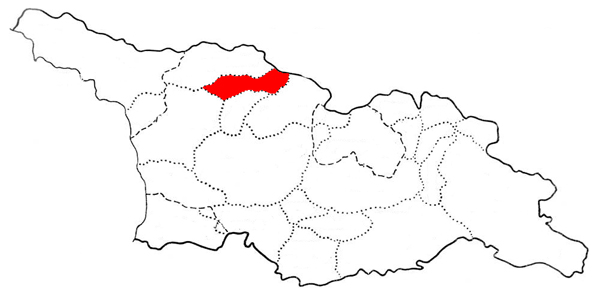
Dolní Svanetie (gruz. Kvemo Svaneti)

- Horní Svanetii (Zemo Svaneti), v povodí řeky Inguri, s hlavním městem Mestií, která je součástí regionu Samegrelo-Horní Svanetie a
- Dolní Svanetii (Kvemo Svaneti), v povodí řeky Cchenisckali, s hlavním městem Lentechi, která je součástí regionu Rača-Lečchumi a Dolní Svanetie

Horní a Dolní Svanetii rozděluje 3000 až 4000 m vysoký těžce přístupný Svanetský hřeben s nejvyšší horou Lahili (4008 m).
Spojení mezi Horní a Dolní Svanetií vede z Ušguli přes průsmyk Zagar (2620 m) do Lentechi. Jedná se o extrémně náročnou, 5,5 hodiny dlouhou, jen v letních měsících otevřenou a za sucha sjízdnou horskou cestu vyžadující dobré terénní vozidlo a značnou zásobu pohonných hmot.. Druhé spojení přes průsmyk Latpari (2830 m) bývá často neprůjezdné pro sesuvy kamene.
Přímá doprava mezi oběma územími je tak možná pouze v letních měsících a za dobrého počasí. Z toho důvodu patří každá část do jiného regionu Gruzie.

## Alpinismus
Oblíbeným místem alpinismu je masív Bezengská stěna.
Do historie alpinismu ve Svanetii se zapsal italský dobrodruh, cestovatel a fotograf Vittorio Sella. V letech 1890, 1896 a 1898 navštívil centrální část hlavního kavkazského hřebene, několikrát ho na různých místech překročil a vystoupal na mnoho vrcholů. Fotografoval hlavně v Horní Svanetii, ale i v dalších kavkazských horských regionech.

## Turismus

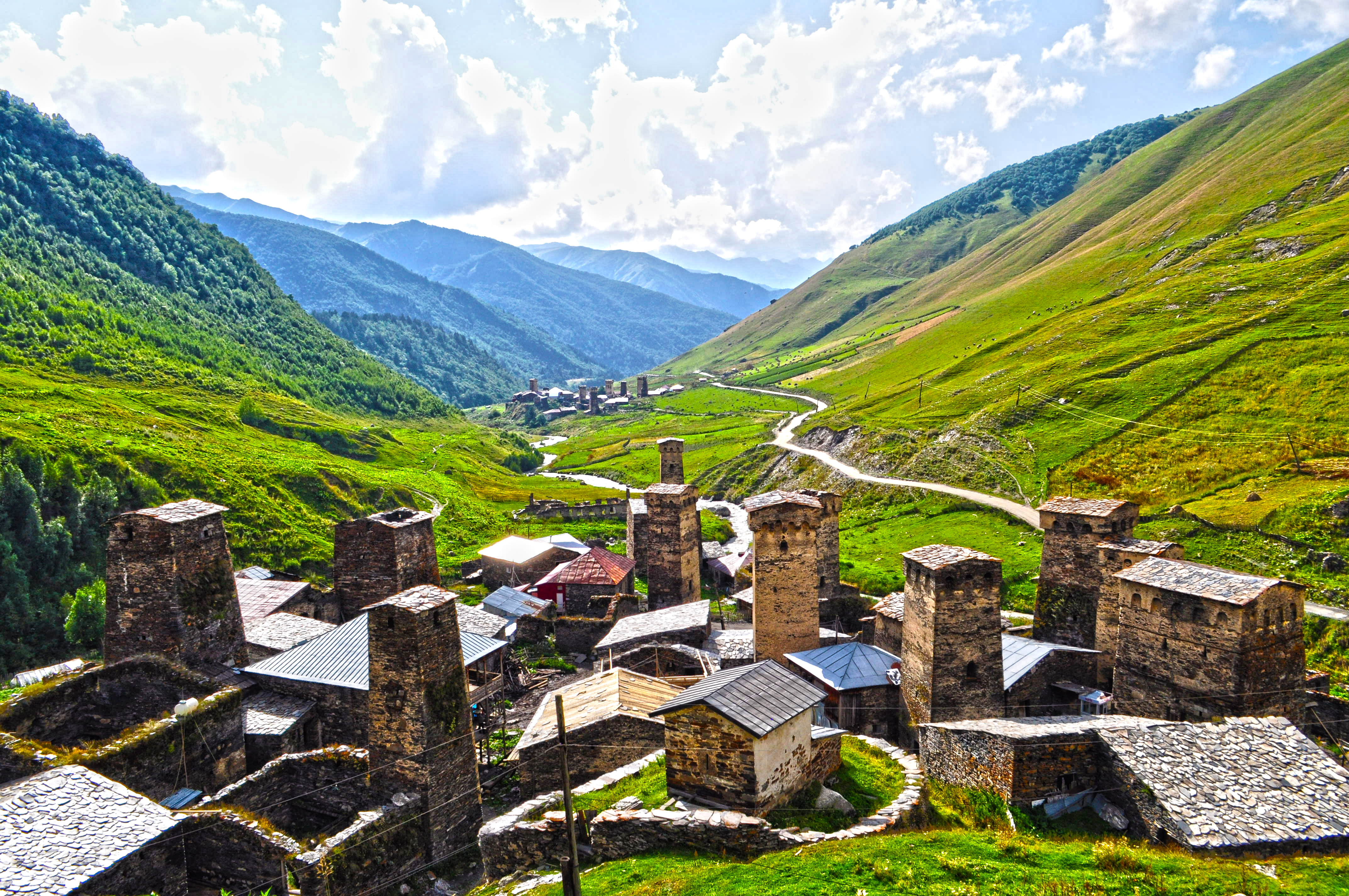
Středověké obranné věže ve vesnici Ušguli ve Svanetii

Největším turistickým centrem oblasti je Mestie, která je od roku 2011 spojena asfaltovou silnicí se Zugdidi. Nachází se zde Muzeum v domě rodiny Margiani s ukázkou tradičního svanetského obydlí. Dále Etnografické muzeum se sbírkou ikon převážen z 11.-13. století a se sbírkou evangeliářů z 9.-13. století. Je zde uložen nejstarší gruzínský iluminovaný rukopis evangeliář z Adiši.
Vesnice Čažaši, zapsaná v roce 1996 na seznamu Světového dědictví UNESCO jako památka „Horní Svanetie“. Předmětem ochrany jsou především typické věže (koškebi) z 9.–13. stol., většinou s přilehlým patrovým domem, někdy stojící samostatně.

## Svanetie v literatuře
Český zoolog a spisovatel Julius Komárek uskutečnil průkopnickou zoologickou studijní cestu Svanetií v červenci a srpnu roku 1913. Příjezd do Svanetie údolím Cchenisckali přes průsmyk Latpari, průjezd údolím řeky Inguri a přechod průsmyky Utviri (უთვირის უღელტეხილი, 2714 m) a Chida (ხიდა, v překladu „Most“, 2741 m), přes Kodorský hřbet popsal ve své publikaci Kavkazská cesta vydané v roce 1947.